# 575195 Carpineti
575195 Carpineti è un asteroide della fascia principale. Scoperto nel 2012, presenta un'orbita caratterizzata da un semiasse maggiore pari a 2,4098095 au e da un'eccentricità di 0,2308224, inclinata di 11,71944° rispetto all'eclittica.